# Swaziland United Democratic Front
Swaziland United Democratic Front er en paraplyorganisation af medlemsorganisationer der kæmper for demokrati i Eswatini. SUDF blev dannet ved et møde i Manzini den 2. februar 2008. SUDF arbejder for at styrke og samle civilsamfundet i Eswatini, demokrati og fattigdomsbekæmpelse.
SUDFs grundholdninger er nedfældet i Manzini-deklarationen.
Organisation består blandt andet af følgende organisationer: 
- The Swaziland Federation of Trade Unions (SFTU)
- The Swaziland Federation of Labour (SFL)
- The Swaziland National Association of Teachers (SNAT)
- The Swaziland National Union of Students (SNUS)
- The Swaziland Association of Students (SAS)
- Swaziland Ex-Mine Workers Association (SNEMA)
- Coalition of Informal Economy Association of Swaziland (CIEAS)

Det samlede medlemstal på SUDFs medlemsorganisationer er over 100.000[kilde mangler]. 

## Eksterne links
- Manzini-deklarationen Arkiveret 19. juli 2011 hos  Wayback Machine
- Afrika Kontakts Demokratiprojekt i Swaziland
- Artikel om SUDF